# Mohamed el-Rashidi
Mohamed Ezz el-Din Ali Ahmed el-Rashidi (in arabo محمد عز الدين علي أحمد الرشيدي‎?; 11 febbraio 1923 – 22 dicembre 2003) è stato un cestista egiziano.

## Carriera
Con l'Egitto ha disputato i Giochi olimpici di Helsinki 1952 e i Campionati mondiali del 1950.